# 修儀郡
修儀郡，中国南北朝时设置的郡，又作循儀郡。
南朝梁天监八年（509年）置修儀郡，属东徐州，治所在今江苏省盱眙县西北。辖境相当今江苏省盱眙县地。太清三年（东魏武定七年，549年）修儀郡被东魏占领，改属东楚州，朱沛郡、修儀郡、安丰郡都被废除，属地改为朱沛县。